# Franciszek Brodniewicz
Franciszek Brodniewicz, né le 29 novembre 1892 à Kwilcz, et mort le 17 août 1944 à Varsovie, est un acteur de cinéma polonais. 

## Filmographie
- 1941 : Przez łzy do szczęścia - Jan Monkiewicz
- 1939 : Doktór Murek - docteur Franciszek Murek
- 1939 : U kresu drogi - comte Wiktor Łański
- 1938 : Moi rodzice rozwodzą się - Jerzy Sławomir
- 1938 : Wrzos - Andrzej Sanicki
- 1937 : Ordynat Michorowski - Waldemar Michorowski
- 1937 : Ułan Księcia Józefa - Józef Antoni Poniatowski
- 1936 : Papa się żeni - Robert Visconti
- 1936 : Mały Marynarz - Franciszek Nowicki
- 1936 : August der Starke de Paul Wegener :
- 1936 : August Mocny
- 1936 : Wierna rzeka
- 1936 : Pan Twardowski - Twardowski
- 1936 : Trędowata - Waldemar Michorowski
- 1935 : Dwie Joasie - Rostalski, l'avocat
- 1935 : Dzień wielkiej przygody - commandant
- 1934 : Córka generała Pankratowa - Bolesław, un révolutionnaire
- 1934 : Czarna perła - le mari de Rena, Torn
- 1934 : Śluby ułańskie - Gończa
- 1933 : Prokurator Alicja Horn - Jan Winkler
- 1922 : Dymitr Samozwaniec - Sigismond III de Pologne